# Moulay Ahmed Cherif
Moulay Ahmed Cherif (franska: Moulay Ahmed Cherif (CR), Moulay Ahmed Cherif (Commune Rurale), arabiska: مولاي أحمد الشريف) är en kommun i Marocko.   Den ligger i provinsen Al Hoceïma och regionen Tanger-Tétouan-Al Hoceïma, i den nordöstra delen av landet, 240 km öster om huvudstaden Rabat. Antalet invånare är 9 673.